# Pachydema fuscipennis
Pachydema fuscipennis är en skalbaggsart som beskrevs av Gaspard Auguste Brullé 1839. Pachydema fuscipennis ingår i släktet Pachydema och familjen Melolonthidae. Inga underarter finns listade i Catalogue of Life.